# Yarumal
Yarumal est une municipalité située dans le département d'Antioquia, en Colombie.

## Démographie
Selon les données récoltées par le DANE lors du recensement de la population colombienne en 2005, Yarumal compte une population de 31 816 habitants. En 2018, le DANE en recense 41 542.

## Liste des maires
- 2020 - 2023 : Miguel Ángel Peláez Henao

## Personnalités liées à la municipalité
- Daniel Arroyave (2000-) : coureur cycliste né à Yarumal.
- Mauricio Ardila (1979-) : coureur cycliste né à Yarumal.
- Alex Cano (1983-) : coureur cycliste né à Yarumal.
- Francisco Antonio Cano (1865-1935) : peintre et sculpteur né à Yarumal.
- Mariano de Jesús Euse Hoyos (1854-1926) : curé de Yarumal pendant 44 ans, bienheureux.
- Jhon Jairo Velásquez (1969-2020) : tueur à gages né à Yarumal.